# Goslarer SC 08
Der Goslarer SC 08 (vollständiger Name: Goslarer Sportclub von 1908 e. V.) ist ein Sportverein aus Goslar. Der Verein wurde im Jahre 1908 als Kaufmännischer Sportklub 1908 Goslar gegründet und bietet die Sportarten Fußball und Bogenschießen an. Sportliches Aushängeschild ist die Fußballabteilung. Die erste Mannschaft wurde 2012 Niedersachsenmeister und spielte dann bis 2016 in der viertklassigen Regionalliga Nord.

## Geschichte
Im Jahre 1911 waren die Goslarer Gründungsmitglied des Nordharzer Rasensport-Verbandes und trugen ihre ersten Punktspiele auf lokaler Ebene aus. Schon in der Saison 1911/12 konnte die erste Meisterschaft im Bezirk 10 (Nordharz) des Norddeutschen Fußballverbandes gefeiert werden. Bis 1922 wurde dieser Titel insgesamt sieben Mal gewonnen. 1919 erfolgte die Umbenennung in Goslarer Sport-Club von 1908. 1922 durfte der GSC als Nordharz-Meister in die Südkreisliga – zu dieser Zeit die höchste erreichbare Spielklasse – aufsteigen. Im selben Jahr wurde das Osterfeldstadion, auch heute noch Spielstätte des GSC, eingeweiht. 1926 abgestiegen, gelang ein Jahr später der direkte Wiederaufstieg. 1930 war die Mannschaft der Großstadtkonkurrenz (Gegner waren u. a. Hannover 96 und Eintracht Braunschweig) nicht mehr gewachsen und verabschiedete sich für immer aus der Erstklassigkeit. 
Die Saison 1935/36 endete mit dem Absturz auf die Kreisebene, aus der es bis zum Kriegsende kein Entkommen gab. Nach dem Krieg wurde mit den Mitgliedern des früheren GSC der Goslarer Turn- und Sportverein gegründet. 1947 glückte der Aufstieg in die Landesliga Braunschweig. 1950 wurde der TSV Meister der Amateurliga Niedersachsen, Staffel Ost, und erreichte die Aufstiegsrunde zur Oberliga Nord, in der die Goslarer als Vierter den Sprung in die höchste Spielklasse verpassten. Um der Tradition Rechnung zu tragen, wurde im Juni 1950 die Namensänderung in TSV Goslar von 08 beschlossen, 1953 wurde der alte Traditionsname Goslarer SC 08 wieder angenommen. 1959 stieg die Mannschaft aus der Amateuroberliga Ost ab und kehrte 1962 noch einmal für ein Jahr zurück. 1964 gelang die Qualifikation für die neue Verbandsliga Ost, der man für zwei Spielzeiten angehörte. Es folgten sieben Jahre auf Bezirksebene, erst 1973 gelang die Rückkehr in die Verbandsliga Ost (ab 1979 Landesliga Ost), in der man bis 1981 mitspielte. 
1983 ging es gar bis in die Bezirksliga hinunter. Erst 1989 schaffte die Mannschaft die Rückkehr in die Bezirksoberliga Braunschweig. 1994 stieg der GSC in die Verbandsliga auf, der die Goslarer zehn Jahre ununterbrochen angehörten. 2003 fusionierte die Fußballabteilung des Goslarer SC 08 mit dem SV Sudmerberg. Nach dem Abstieg 2004 folgte ein Jahr später der direkte Wiederaufstieg in die Niedersachsenliga Ost. 2007 erneut abgestiegen, wurde die Mannschaft mit Trainer Goran Barjaktarevic 2008 Meister der Bezirksoberliga und stieg in die Oberliga Niedersachsen Ost auf. Auf Anhieb wurde Goslar erneut Meister und traf im Endspiel um die Niedersachsenmeisterschaft auf den VfB Oldenburg. Das Hinspiel in Goslar konnten die Gäste mit 1:0 für sich entscheiden. Doch im Rückspiel kam Goslar zu einem 2:1-Sieg und stieg durch die Auswärtstorregel in die Regionalliga Nord auf, aus der man als Tabellenletzter jedoch sofort wieder abstieg. In der Saison 2010/11 spielte der GSC in der neuen eingleisigen Oberliga Niedersachsen. Diese wurde auf dem siebten Tabellenplatz abgeschlossen. 
In der Saison 2011/12 wurden die Goslarer Meister und kehrten in die Regionalliga Nord zurück. Dort mischten sie in der Saison 2013/14 lange Zeit in der Spitzengruppe mit, verzichteten dann allerdings auf einen möglichen Aufstieg in die 3. Liga. Ein Jahr später schaffte die Mannschaft erst am letzten Spieltag den Klassenerhalt, bevor die Goslarer 2016 dann auch sportlich absteigen mussten. Aus finanziellen Gründen verzichtete der Verein auf einen Startplatz in der Oberliga, sondern entschied sich für einen Neustart in der Landesliga. Im Jahre 2019 stiegen die Goslarer in die Bezirksliga ab.

## Stadion
Heimspielstätte des Vereins ist die Sparkassen-Arena. Das Stadion hat eine Kapazität von 5001 Plätzen, davon 1206 Sitzplätze. Neben dem Stadion befinden sich noch zwei Rasen-, ein Kunstrasen für Trainingszwecke. In der Hinrunde der Saison 2009/10 war das Eintracht-Stadion in Braunschweig mit 23.500 Plätzen die Heimspielstätte des GSC 08. Das eigene Osterfeldstadion befand sich zu der Zeit im Umbau, denn es erfüllte im bisherigen Zustand nicht die Anforderungen des DFB für höhere Fußballligen. Am 15. April 2010 wurde das Osterfeldstadion vom DFB abgenommen. Bereits zwei Tage später fand das erste Spiel im noch nicht ganz fertigen Stadion statt. Das Osterfeldstadion wurde noch im April 2010 fertiggestellt. Die Umbenennung in Sparkassen-Arena folgte kurz darauf.

## Erfolge
- Niedersachsenmeister 1950, 2009, 2012
- Aufstieg in die Regionalliga-Nord 2009, 2012

## Persönlichkeiten
- Mourad Bounoua
- Alessandro Caruso
- Justin Eilers
- Sergej Evljuskin
- Karsten Fischer
- Wilhelm Fricke
- Aaron Hunt
- Marius Kleinsorge
- Alexander Ludwig
- Kevin Pannewitz
- Nils Pichinot
- Reinhard Roder
- Tim Rubink
- Blerim Rrustemi
- Heinz-Günter Scheil
- Kai-Fabian Schulz
- Werner Thamm

## Fans
Der Goslarer SC wird von dem Fanclub „Gosepirats“ unterstützt.

## Hockey
Überregional bekannt war in den 1950er Jahren die Feldhockeymannschaft des Vereins. Diese wurde 1956 deutscher Vizemeister. Im Endspiel um die deutsche Meisterschaft unterlag sie damals dem SC Brandenburg mit 1:2. Zu den bekanntesten Hockeyspielern des Vereins gehörten Heinz Bremer und Günther Brennecke. Seit der Gründung des Goslarer Hockey Clubs 09 am 6. Oktober 2009 und der anschließenden Ausgliederung der Hockeyabteilung gibt es keinen aktiven Hockeysport mehr im GSC.